# Волети волети
Волети волети је једанаести студијски албум српског рок бенда Галија.
На албуму се налазе хитови: Котор, Писмо, Каћа и Милица. Албум је објављен крајем 1997. године када је и промовисан на концертима у спортским дворанама у Приштини и Бањој Луци а 1998. године и у Српском народном позоришту у Новом Саду, и у Сава центру у Београду а у Нишу у хали Чаир је снимљена и објављена 1998. под називом Ја јесам одавде као први концертни албум групе Галија.

## Списак песама
На албуму се налазе следеће песме:

## Чланови групе
- Ненад Милосављевић
- Предраг Милосављевић
- Драгутин Јаковљевић
- Бобан Павловић
- Александар Ранђеловић Ранђа
- Славиша Павловић Стенли

## Гост на албуму
- Милан Ђурђевић

## Обраде
Котор - Wannabe и Say you'll be there (Spice Girls)